# صندوق الأمم المتحدة الإنمائي للمرأة
صندوق الأمم المتحدة الإنمائي للمرأة ويعرف اختصاراً باسم يونيفَم "UNIFEM" تأسس في ديسمبر 1976.
تأسس بعيد إنشاء صندوق للتبرعات أثناء الاحتفال بعام المرأة العالمي الذي احتفل به طوال 1975. وكانت مديرته الأولى هي الدكتورة مارغريت سنايدر. ويقوم البرنامج على توفير المساعدات الاقتصادية والتقنية للبرامج المبتكرة والاستراتيجيات التي ترقى وتحفز بالمرأة وحقوق الإنسان، المشاركة السياسية وتمكين المرأة اقتصادياً وتعزيز دورها داخل المجتمع لضمان حياة آمنة. إضافةً إلى دعم القدرات المؤسسية في مجالات التخطيط الجندري وإدماج النوع الاجتماعي في إدارة الحكم
منذ عام 1976 دعم البرنامج تمكين المرأة والمساواة بين الجنسين من خلال مكاتب البرنامج والصلات التي تربطه بالمنظمات النسائية في المناطق الرئيسية في العالم.
ويوجد للصندوق 15 مكتباً إقليمياً وبالنسبة للدول العربية فيتواجد للصندوق مكتب إقليمي فرعي في عمان (الأردن) تأسس عام 1994 ويغطي كل من: البحرين، مصر، العراق، الكويت، الأردن، لبنان، الأراضي الفلسطينية المحتلة، عمان، قطر، العربية السعودية، سوريا، الإمارات العربية المتحدة واليمن.
وبالنسبة لشمال أفريقيا فيوجد بها مكتب إقليمي فرعي في الرباط (المغرب) يغطي كل من: ليبيا، تونس، الجزائر، المغرب وموريتانيا.
في عام 1996 تم تعيين الأميرة بسمة بنت طلال من الأردن كسفيرة يونيفم للنوايا الحسنة وفي 26 يناير 2006 عُينت الممثلة الأسترالية نيكول كيدمان كسفيرة الصندوق للنوايا الحسنة.

## نظرة عامة
عمل صندوق الأمم المتحدة الإنمائي للمرأة كمنظمة مستقلة ذاتيًا وبشكل وثيق مع برنامج الأمم المتحدة الإنمائي، رغم أن القرار حدد كيف يجب أن تكمّل موارد الصندوق، مسؤوليات وكالات التعاون الإنمائي الأخرى التابعة للأمم المتحدة، لا أن تكون بديلًا عنها. ساعد صندوق الأمم المتحدة الإنمائي للمرأة في تمويل المشاريع التي ساعدت النساء وأسرهن. وضع صندوق الأمم المتحدة الإنمائي للمرأة إستراتيجية لمساعدة النساء ليصبحن «وكيلات أنفسهن للتغير بدلًا من مستفيدات من الأعمال الخيرية».
ساهم صندوق الأمم المتحدة الإنمائي للمرأة في ضمان اتباع برامج الأمم المتحدة للمبادئ التوجيهية التي وضعتها اتفاقية القضاء على جميع أشكال التمييز ضد المرأة (سيداو)، كما شارك صندوق الأمم المتحدة الإنمائي للمرأة في الاعتراف بحقوق المرأة باعتبارها من حقوق الإنسان. دعا الصندوق إلى المساواة بين الجنسين في جميع أنحاء العالم، كما نظر إلى قضية حقوق المرأة على أنها قضية سلام وأمن.
عمل صندوق الأمم المتحدة الإنمائي للمرأة بميزانية من التبرعات، وكان مقره في مدينة نيويورك. مُثّلت مختلف البلدان والمناطق بلجان خاصة داخل صندوق الأمم المتحدة الإنمائي للمرأة. عُدّ صندوق الأمم المتحدة الإنمائي للمرأة إحدى الوكالات الأصغر في الأمم المتحدة، وتمركز في مرتبة دنيا من التسلسل الهرمي للأمم المتحدة، وفقًا للسياسي الكندي ستيفن لويس.

## لمحة تاريخية
أثّر المؤتمر العالمي الأول للمرأة في عام 1975 على إنشاء صندوق الأمم المتحدة الإنمائي للمرأة. ارتأت حكومات العالم الحاجة إلى تخصيص موارد للتعامل مع قضايا المرأة بعد المؤتمر الأول. تأسس صندوق التبرعات لعقد الأمم المتحدة للمرأة (UNVFDW) من قبل الجمعية العامة للأمم المتحدة في ديسمبر 1976 مباشرة بعد المؤتمر. بدأت مارغريت سنايدر العمل كقائدة للمنظمة عام 1978.

### ثمانينيات القرن العشرين
مُنح صندوق التبرعات لعقد الأمم المتحدة للمرأة تفويضًا موسعًا من قبل الجمعية العامة في فبراير 1985، وأصبح صندوق الأمم المتحدة الإنمائي للمرأة (UNIFEM). كُلّف الصندوق الجديد- بموجب القرار 125/39- بدعم الأنشطة المبتكرة والتحفيزية التي من شأنها أن تعطي صوتًا وحضورًا لنساء العالم النامي ومناصرتها.
تضاعف حجم تمويل مشاريع صندوق الأمم المتحدة الإنمائي للمرأة بين عامي 1985-1988.

### تسعينيات القرن العشرين
انهمك صندوق الأمم المتحدة الإنمائي للمرأة في توسيع نطاقه في تسعينيات القرن العشرين. بدأت المنظمة حملة للتعريف «بحقوق المرأة باعتبارها من حقوق الإنسان» والنظر إلى العنف ضد المرأة كقضية من قضايا التنمية الاقتصادية. عيّن صندوق الأمم المتحدة الإنمائي للمرأة باحثين مثل روكسانا كاريلو لإظهار ارتباط العنف ضد المرأة بنقص وصول المرأة إلى الفرص الاقتصادية. أظهرت حملة «حقوق المرأة من حقوق الإنسان» فعاليتها بشكل خاص. بدأ صندوق الأمم المتحدة الإنمائي للمرأة العمل في مشاريع للحد من العنف القائم على النوع الاجتماعي وكذلك زيادة الوعي بالمشكلة.
أنشأ صندوق الأمم المتحدة الإنمائي للمرأة برنامج نساء أفريقيات في الأزمات (AFWIC) للتركيز على القضايا التي تواجه الناس في أفريقيا. ساعد البرنامج النساء اللاتي نزحن بسبب العنف أو حالات الطوارئ في بلدانهن. وسع البرنامج العمل الذي بدأه لاكتش ديراس في شرق إفريقيا.
ساعد عمل صندوق الأمم المتحدة الإنمائي للمرأة في صياغة القضايا التي تناولها المؤتمر العالمي الرابع للمرأة في عام 1995. قررت النساء في المؤتمر أنه من المهم «المطالبة بالسلطة الرسمية لصياغة السياسة العامة بشكل مباشر».
أنشأ صندوق الأمم المتحدة الإنمائي للمرأة صندوق ائتماني للمساعدة في دعم 23 مشروعًا لمكافحة العنف القائم على النوع الاجتماعي وجرائم الحرب ضد المرأة. بدأ الصندوق في تمويل المشاريع في عام 1997.

### مطلع عام 2000
منح برنامج الأمم المتحدة الإنمائي صندوق الأمم المتحدة الإنمائي للمرأة «مركز الوكالة المنفذة» في عام 2000، وقد سمح ذلك للمنظمة بإكمال مشاريع برنامج الأمم المتحدة الإنمائي المتعلقة بحقوق المرأة والمساواة بين الجنسين والعمل عليها.
أصدر صندوق الأمم المتحدة الإنمائي للمرأة تقرير السنتين الجديد بعنوان «تقدم نساء العالم في عام 2001». حدد التقرير ما حققه صندوق الأمم المتحدة الإنمائي للمرأة في العقود السابقة. أطلق صندوق الأمم المتحدة الإنمائي للمرأة بالتعاون مع منظمة التنبيه الدولية جائزة السلام الألفية للمرأة في عام 2001.
طلبت نولين هيزر، رئيسة صندوق الأمم المتحدة الإنمائي للمرأة، تشكيل لجنة دولية حول العنف ضد المرأة. عين صندوق الأمم المتحدة الإنمائي للمرأة نيكول كيدمان سفيرة للنوايا الحسنة في 26 يناير 2006.
كانت إينيس ألبيردي آخر مديرة تنفيذية لصندوق الأمم المتحدة الإنمائي للمرأة.

### مطلع عام 2010
دُمج صندوق الأمم المتحدة الإنمائي للمرأة في هيئة الأمم المتحدة للمرأة في يناير عام 2011، كهيئة جامعة، مع معهد الأمم المتحدة الدولي للبحث والتدريب من أجل النهوض بالمرأة، ومكتب المستشار الخاص للقضايا الجندرية، وشعبة النهوض بالمرأة.

## وصلات خارجية
- UNIFEM
- صندوق الأمم المتحدة الإنمائي للمرأة / المكتب الإقليمي (بالعربية)
- Goodwill Embassy